# Вельке Благово
Вельке Благово (словац. Veľké Blahovo, угор. Nagyabony) — село, громада в окрузі Дунайська Стреда, Трнавський край, південно-західна Словаччина. Кадастрова площа громади — 18,13 км². Населення — 1586 осіб (за оцінкою на 31 грудня 2017 р.).
Село розташоване за ~3 км на північний захід від адмінцентру округу міста Дунайська Стреда.

## Історія
Перша згадка 1162(-1172/1236) року як terra Oboni.
У 1938—1945 рр. під окупацією Угорщини.
З 1948 року сучасна офіційна назва Veľké Blahovo, угор. Nemesabony, Nagyabony.

## Географія
Висота в центрі села 116 м, у кадастрі від 114 до 117 м над рівнем моря. Вельке Благово розташоване на Дунайській низині в центральній частині Житнего острова. Протікають Клатовський рукав; Старий Клатовський канал і Клатовський канал.

## Транспорт
Автошляхи:
- (Cesty II. triedy) II/572
- (Cesty III. triedy) III/1393, III/1432.

Залізнична станція (? зупинний пункт) Veľké Blahovo 48°00′23″ пн. ш. 17°34′33″ сх. д. на лінії Братислава — Дунайська Стреда — Вельки Медер — Комарно.

## Населення
| Рік:            | 1994. | 2004.   | 2014.    | 2024.   |
| --------------- | ----- | ------- | -------- | ------- |
| Кількість осіб: | 1200  | 1318    | 1533     | 1579    |
| Різниця:        |       | +9,83 % | +16,31 % | +3,00 % |

| Рік:            | 2023. | 2024.   |
| --------------- | ----- | ------- |
| Кількість осіб: | 1588  | 1579    |
| Різниця:        |       | -0,56 % |